# Zadní Střítež
Zadní Střítež là một làng thuộc huyện Tábor, vùng Jihočeský, Cộng hòa Séc.